# ТЕС Хазіра (RIL)
21°9′35″ пн. ш. 72°41′15″ сх. д. / 21.15972° пн. ш. 72.68750° сх. д.
ТЕС Хазіра (RIL) — індійська теплова електростанція у штаті Гуджарат, яка обслуговує роботу потужного нафтохімічного майданчика компанії Reliance Industries Ltd (зокрема, тут діє велика установка парового крекінгу).
У 1991-му році на майданчику RIL у Хазірі стали до ладу дві перші газові турбіни типу Frame 6 потужністю по 30 МВт, які постачила нідерландська компанія Thomassen. Відпрацьовані ними гази потрапляли у котли-утилізатори від іншої нідерландської компанії Stork продуктивністю по 125 тонн пари на годину, які виробляли теплову енергію для потреб нафтохімічного виробництва. Того ж 1991-го стала до ладу одна парова турбіна потужністю 40 МВт, яка також була задіяна у постачанні пари.
У 1996—1999 роках додатково змонтували сім газових турбін типу Frame 6 від індійської компанії BHEL загальною потужністю 190 (за іншими даними — 210) МВт, а також відповідну кількість котлів-утилізаторів для продукування пари.
В 2003-му запустили ще одну парову турбіну потужністю 40 МВт.
Усі зазначені вище потужності були розраховані на використання вуглеводневого палива — природного газу (на момент запуску нафтохімічного майданчика надходив до Хазіри через офшорний трубопровід Басеін — Хазіра), naphtha (суміш легких вуглеводнів, яка також є поширеною сировиною для роботи установок парового крекінгу), дизельного пального, а також технологічних газів нафтохімічного виробництва — крекінг-газу, фракції С9.
Втім, зростання цін на вуглеводні призвело до рішення доповнити енергетичне господарство майданчика електростанцією на вугіллі. Як наслідок, у 2016—2017 роках стали до ладу п'ять парових котлів (один резервний), від яких живляться чотири парові турбіни виробництва BHEL потужністю по 93 МВт. Для видалення продуктів згоряння з котлів цієї станції звели два димарі заввишки по 220 метрів.
Запуск вугільної черги дозволив перевести газові турбіни у резерв. При цьому наприкінці 2010-х одну газову турбіну з котлом-утилізатором демонтували та перенесли на майданчик Reliance Industries у Джамнагарі, де знаходиться найбільший у світі нафтопереробний завод.
Можливо також відзначити, що певний час існував проект переведення котлів останньої черги з вугілля на нафтовий кокс, який у великих об'ємах продукує тільки що згаданий НПЗ. Втім, у підсумку в самом Джамнагарі звели потужний завод із газифікації коксу, який навіть почав закуповувати додаткові обсяги сировини.
Електростанція під'єднана до ЛЕП, що працює під напругою 220 кВ та належить все тій же компанії Reliance Industries.